# Honszu (pap)
Honszu, más néven Ta ókori egyiptomi pap volt a XIX. dinasztia idején, II. Ramszesz uralkodása alatt; Menheperré (III. Thotmesz) első prófétája. Sírja a TT31.

## Családja
Honszu apja Noferhotep volt, II. Amenhotep kultuszának főpapja; anyja Tauszert. Számos testvére volt, köztük Nai és Jui, akik I. Thotmesz kultuszának főpapjai voltak. Honszu sírjában említik két feleségét: első feleségétől, Ruiától született fia Uszermontu, Szobek főpapja, a másodiktól, Maitól Uszermontu istállómester, Haemuaszet, Menheperré második prófétája, és további gyermekek. 

## Pályafutása
Honszu főpapként szolgálta a XVIII. dinasztia egyik uralkodója, III. Thotmesz kultuszát. Sírjában ábrázolják, ahogy felügyeli a király egyik szobrának szállítását a Nílustól egy templomig.

Emellett Montu főpapja is volt Todban, Thébától délre.

## Fordítás
- Ez a szócikk részben vagy egészben  a   Khonsu (TT31) című angol Wikipédia-szócikk ezen változatának fordításán alapul.  Az eredeti cikk szerkesztőit annak laptörténete sorolja fel. Ez a jelzés csupán a megfogalmazás eredetét és a szerzői jogokat jelzi, nem szolgál a cikkben szereplő információk forrásmegjelöléseként.